# Ramon Berenguer I av Barcelona
Ramon Berenguer I av Barcelona, död 1076, var regerande greve av Barcelona mellan 1035 och 1076.
Han stod under förmynderskap av sin farmor Ermesinde av Carcassonne under sina första år. Hans lät utfärda den första katalonska lagtexten. Han expanderade riket mot morerna i söder och i Sydfrankrike i norr och påbörjade dess sjömakt. 
Han beskrivs som den första regenten i Katalonien som utsträckte Barcelonas inflytande till Sydfrankrike och lade grunden för dess sjömakt.